# Stedocys leopoldi
Stedocys leopoldi là một loài nhện trong họ Scytodidae.
Loài này thuộc chi Stedocys. Stedocys leopoldi được miêu tả năm 1935 bởi Giltay.